# Babino (Berane)
Pour les articles homonymes, voir Babino.
Babino (en serbe cyrillique : Бабино) est un village du nord-est du Monténégro, dans la municipalité de Berane.

## Démographie

### Évolution historique de la population
| 1948 | 1953 | 1961 | 1971 | 1981 | 1991 | 2003 |
| ---- | ---- | ---- | ---- | ---- | ---- | ---- |
| 594  | 480  | 465  | 504  | 441  | 391  | 436  |